# Daniel D. Tompkins
Daniel D. Tompkins (Scarsdale, 21 de agosto de 1774 - Tompkinsville, Staten Island, Nueva York, 11 de junio de 1825) fue un político-electoral estadounidense. Fue gobernador de Nueva York de 1807 a 1817 y vicepresidente de los Estados Unidos de 1817 a 1825 bajo el mandato del presidente James Monroe.

## Biografía
Tompkins fue bautizado como Daniel Tompkins , pero añadió la inicial del segundo nombre, "D", ya sea antes o durante su época de estudiante en el Columbia College. Según su nieta, Helen T. Tompkins, esto era para distinguirse de otro Daniel Tompkins que estudiaba allí, aunque los registros del Columbia College no mencionan a otro Daniel Tompkins estudiando en Columbia en ese momento. Existe controversia sobre el significado de la inicial del segundo nombre; algunos han sugerido "Decius". La conclusión generalmente aceptada es que no significaba nada y solo sirvió para distinguirlo de otro Daniel Tompkins que quizás estudió con él en la escuela primaria o secundaria.
Daniel D. Tompkins nació el 21 de junio de 1774 en Scarsdale, Condado de Westchester (Nueva York), en la residencia familiar, la finca de Fox Meadow.  Sus padres fueron Sarah Ann (Hyatt) y Jonathan Griffin Tompkins. Su hermano mayor, Caleb Tompkins, fue representante de los Estados Unidos de 1817 a 1821. Daniel Tompkins se graduó en el Columbia College de Nueva York en 1795 y posteriormente estudió derecho con James Kent y Peter Jay Munro.  Fue admitido en el colegio de abogados en 1797 y ejerció en la ciudad de Nueva York.
El 20 de febrero de 1798, Daniel Tompkins, de 23 años, se casó con Hannah Minthorne, de 16 años, hija de Mangle Minthorne, un concejal asistente de la ciudad de Nueva York.  La pareja tuvo ocho hijos, entre ellos Arietta Minthorn Tompkins (nacida el 31 de julio de 1800), quien se casó con un hijo de Smith Thompson en 1818; Hannah, esposa del Dr. John S. Westervelt; y (Mangle) Minthorne Tompkins (26 de diciembre de 1807 - 5 de junio de 1881), quien fue el candidato del Partido del Suelo Libre a gobernador de Nueva York en 1852. Hannah y Minthorne recibieron el nombre de su madre. Los Tompkins también acogieron al joven huérfano Henry Brewerton (1801-1879). Brewerton asistió a la Academia Militar de los Estados Unidos en West Point y sirvió como oficial de ingenieros del ejército entre 1819 y 1867.
Hannah estuvo enferma el año anterior a que su marido se convirtiera en vicepresidente y no asistió a su toma de posesión.  Lo sobrevivió casi cuatro años en Tompkinsville.

## Trayectoria
A pesar de las inclinaciones federalistas de Kent y Munro, Tompkins entró en la política como demócrata-republicano.  Fue delegado de la Convención Constitucional del Estado de Nueva York en 1801 y miembro de la Asamblea del Estado de Nueva York en 1804. En 1804, fue elegido representante de los Estados Unidos. Renunció antes del inicio del mandato para aceptar, a los 30 años, un nombramiento como juez asociado de la Corte Suprema de Justicia de Nueva York , cargo que ocupó entre 1804 y 1807.
El 30 de abril de 1807, Tompkins fue elegido gobernador de Nueva York, derrotando al entonces titular Morgan Lewis por 35.074 votos contra 30.989. Tenía 33 años cuando fue elegido y es el gobernador más joven de Nueva York. Fue reelegido tres veces: en 1810, derrotando a Jonas Platt por 43.094 votos contra 36.484; en 1813, derrotando a Stephen Van Rensselaer por 43.324 votos contra 39.718; y en 1816, derrotando a Rufus King por 45.412 votos contra 38.647. Tompkins recibió el apoyo del alcalde de Nueva York, DeWitt Clinton, en su primera candidatura a gobernador. Sin embargo, cuando Clinton se enfrentó al presidente James Madison en las elecciones de 1812, Tompkins rompió con Clinton y apoyó a Madison.
Durante la Guerra de 1812, Tompkins demostró ser uno de los gobernadores de guerra más eficaces. Desempeñó un papel importante en la reorganización de la milicia estatal y promovió la formación de una fuerza militar estatal permanente basada en el reclutamiento selectivo. Rechazó un nombramiento como Secretario de Estado de los Estados Unidos por parte del presidente James Madison en 1814, y en su lugar aceptó el cargo de comandante del distrito militar federal que incluía la ciudad de Nueva York.  Tompkins incluso financió el esfuerzo bélico de Nueva York con dinero prestado a su crédito personal. Sin embargo, no documentó cuidadosamente estos gastos tan cuantiosos y se le negó el reembolso.
La Ley de Manumisión Gradual del 4 de julio de 1799 preveía la eventual manumisión de los hijos de esclavos nacidos en Nueva York después de esa fecha. En 1817, a sugerencia de Tompkins, Nueva York promulgó la emancipación de todos los esclavos, que entraría en vigor el 4 de julio de 1827.  La celebración del "Cinco de Julio" en Nueva York conmemora el resultado final.

### Vicepresidencia (1817-1825)
Muchos demócratas-republicanos de Nueva York apoyaron a Tompkins como presidente en las elecciones de 1816 , pero James Monroe recibió la nominación del partido.  Tompkins fue elegido vicepresidente como compañero de fórmula de Monroe. Tompkins fue reelegido en 1820. Ejerció el cargo desde el 4 de marzo de 1817 hasta el 4 de marzo de 1825
Cuando Tompkins fue elegido vicepresidente el 4 de marzo de 1817, tenía mala salud, debido a una caída de un caballo el 3 de noviembre de 1814. Sus finanzas también eran bastante pobres. Durante la guerra de 1812, había financiado personalmente el esfuerzo bélico de Nueva York con dinero prestado, pero no documentó adecuadamente sus gastos. Tanto la legislatura de Nueva York como el gobierno federal le negaron el reembolso completo. También cayó en el alcoholismo.
Con mala salud física y financiera, Tompkins pasó gran parte de su vicepresidencia fuera de Washington D. C., y fue un mal presidente del Senado mientras se debatía el Compromiso de Misuri en 1820. En 1823, Tompkins finalmente obtuvo una compensación del gobierno federal, pero continuó bebiendo en exceso y fue incapaz de resolver sus asuntos comerciales. 
En abril de 1820, mientras era vicepresidente, se postuló para gobernador de Nueva York contra el entonces presidente DeWitt Clinton. Tompkins perdió por 45.900 votos contra 47.447. Fue delegado a la Convención Constitucional del Estado de Nueva York de 1821, de la que fue presidente.
En 1823, Tompkins finalmente obtuvo una compensación del gobierno federal, pero continuó bebiendo mucho y no pudo resolver sus asuntos comerciales.

## Muerte
Tompkins falleció en Tompkinsville el 11 de junio de 1825, diez días antes de cumplir 51 años. Fue enterrado en la cripta de Minthorne, en el patio oeste de la iglesia de San Marcos en Bowery, Nueva York, al igual que su esposa.  Su vida después de la vicepresidencia fue la más corta de cualquier vicepresidente, y también la más corta de todos. Fue el vicepresidente más joven hasta John C. Breckinridge en 1857, a los 36 años. Fue el único vicepresidente del siglo XIX que cumplió dos mandatos con el mismo presidente, y dos mandatos completos.